# Тэ (кана)
て в хирагане и テ в катакане — символы японской каны, используемые для записи ровно одной моры. В системе Поливанова записывается кириллицей: «тэ», в международном фонетическом алфавите звучание записывается: /te/. В современном японском языке находится на девятнадцатом месте в слоговой азбуке.

## Происхождение
て и テ появились в результате упрощённого написания кандзи 天.

## Написание
|  |  |

## Коды символов вкодировках
- Юникод:
  - て: U+3066,
  - テ: U+30C6.